# Peter Ryan (pilote automobile)
Pour les articles homonymes, voir Peter Ryan.
Peter Ryan, né le 10 juin 1940 à Philadelphie, en Pennsylvanie, et mort le 2 juillet 1962 à Paris 14e, est un ancien pilote automobile canadien.

## Biographie
Familiarisé très jeune avec le monde du sport automobile, sa famille étant propriétaire du circuit Mont-Tremblant, Peter Ryan fait ses débuts en compétition au début des années 1960, sur une Porsche RS60. 
En 1961, il acquiert une Lotus 19 avec laquelle il remporte notamment le Grand Prix du Canada à Mosport devant Pedro Rodríguez. La même année, il court également en Formule Junior au volant d'une Lotus 20, avant de se classer neuvième du Grand Prix des États-Unis sur le circuit de Watkins Glen, sur une Lotus 18. C'est sa seule apparition en championnat du monde de Formule 1. 
En 1962, il dispute la saison européenne de Formule Junior avec un certain succès. Il participe aussi aux 24 Heures du Mans sur une Ferrari 250 TRI/61 du NART, associé à l'Américain John Fulp ; l'équipage renonce lorsque Ryan sort de la route à Mulsanne. 
À l'aube d'une carrière prometteuse, le jeune Canadien est victime d'un terrible accident, huit jours plus tard, sur le circuit de Reims-Gueux, lors de la première manche de la Coupe Internationale des Juniors, au volant de sa Lotus 20, après s'être accroché avec la Gemini de Bill Moss qui lui disputait la première place. Hospitalisé dans un état très grave, il meurt quelques heures plus tard.